# Rezerwat przyrody Młochowski Grąd

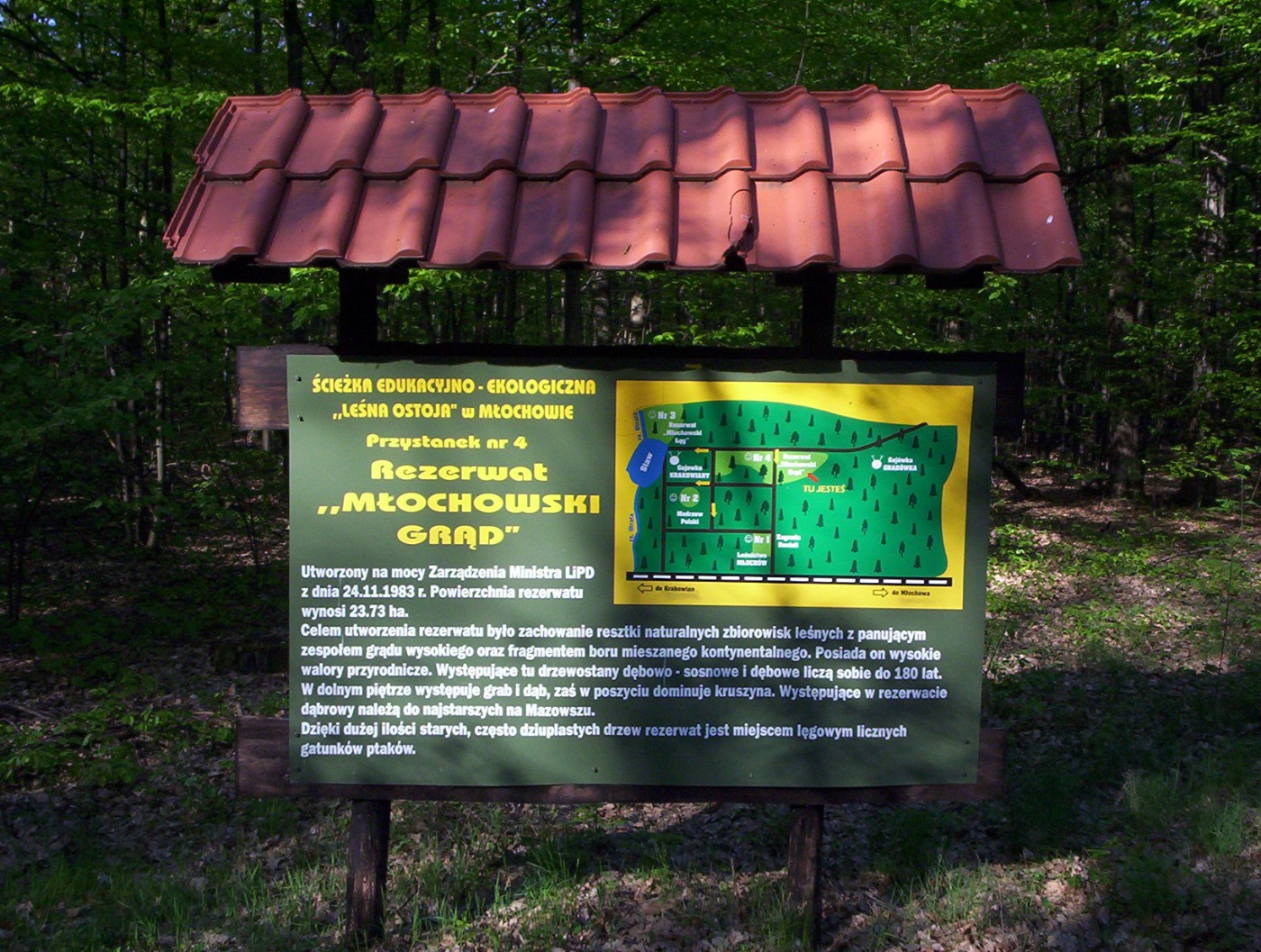
Tablica na ścieżce dydaktycznej

Rezerwat przyrody Młochowski Grąd – leśny rezerwat przyrody znajdujący się na terenie gminy Nadarzyn w województwie mazowieckim.
Cel ochrony (według tablicy informacyjnej) – zachowanie fragmentów naturalnych zbiorowisk leśnych z zespołami grądu wysokiego i boru mieszanego kontynentalnego.
Rosnące tutaj drzewostany dębowo-sosnowe  liczą sobie 180 lat. W dolnym piętrze rośnie grab i dąb, a w poszyciu dominuje kruszyna pospolita.
W 2003 roku została tu zaaklimatyzowana grupa danieli.
W 2016 roku sześć wydzieleń leśnych rezerwatu posłużyło do walidacji algorytmu automatycznego oszacowania zróżnicowania gatunkowego drzewostanu z wykorzystaniem zdjęć RGB koron drzew.
Skrajem rezerwatu przebiega szlak turystyczny:
- Żelechów - rez. Młochowski Łęg - rez. Młochowski Grąd - Młochów